# Cal Felip del Coracero
Cal Felip del Coracero és una masia del Prat de Llobregat inclòs en l'Inventari del Patrimoni Arquitectònic de Catalunya. La torre va ser construïda l'any 1880 per la família de Ricard Cardona i Humbert en la finca dels germans Jaume i Montserrat Puigarnau i Prats de Barcelona. És de planta, dos pisos i golfes, amb una torreta al mig. El mirador supera en altura tots els de les altres cases del Delta del Llobregat i que encara conserva les antigues espitlleres de defensa. Les cobertes són de teula àrab a les teulades normals, ceràmica negra a la torre i rajola a les terrasses. Ha estat molt restaurada i reestructurada per a restaurant i serveis diversos de l'Open Club Tenis.
Un dels seus darrers propietaris Josep Rengel i Rengel, va reformar la torre l'any 1974 i va convertir la finca en un complex esportiu, on hi ha pistes de tennis, restaurant, bar, etc. Els darrers masovers de la finca van ser la família formada per Joan Company i Bou, Maria Ginabreda i Aguilera, i els seus fills, Adrià i Neus. La casa es troba en perfecte estat de conservació i actualment en són copropietaris Josep M. Gilbert i els reconeguts germans Sánchez Vicario.